# Alemania en la Eurocopa 2004
La Selección de fútbol de Alemania fue uno de los 16 equipos participantes en la Eurocopa 2004, que se llevó a cabo entre el 12 de junio y el 4 de julio en Portugal.
Luego del subcampeonato mundial obtenido en 2002 y ganar su clasificación en el grupo 5 de la eliminatoria venciendo 3-0 a Escocia, Alemania confirmó su asistencia en la duodécima edición de la Eurocopa celebrada en el país ibérico, Portugal. Pese a las altas expectativas la selección no logró avanzar a la segunda fase por segunda vez consecutiva como en la edición pasada. Fue asignada en el grupo D, su debut se dio el 15 de junio en el Estádio do Dragão de Oporto, en dicho compromiso empató con la selección de Países Bajos por 1-1, Torsten Frings al 30 marcó la victoria parcial, pero al minuto 81 el neerlandés Ruud van Nistelrooy igualó el encuentro.
En el segundo disputado el 19 de junio en el Estádio do Bessa XXI de Oporto, ante Letonia el combinado germano no logró concretar su primera victoria, empatando sin goles.
El último partido fue celebrado el 23 de junio en el Estádio José Alvalade de Lisboa, por lo tanto en —el duelo decisivo— cayó por 1-2 ante la selección checa, el centrocampista Michael Ballack al 21 marcaba el gol de la clasificación a los cuartos de final, pero los checos remontaron el marcador con anotaciones de Heinz al 30 y Baroš al 77; así el combinado nacional sumó otro fracaso internacional. Luego de dicho fracaso, Rudi Völler dimitió del puesto de entrenador.

## Clasificación
| Equipo      | Pts | PJ | PG | PE | PP | GF | GC | Dif |
| ----------- | --- | -- | -- | -- | -- | -- | -- | --- |
| Alemania    | 18  | 8  | 5  | 3  | 0  | 13 | 4  | 9   |
| Escocia     | 14  | 8  | 4  | 2  | 2  | 12 | 8  | 4   |
| Islandia    | 13  | 8  | 4  | 1  | 3  | 11 | 9  | -2  |
| Lituania    | 10  | 8  | 3  | 1  | 4  | 7  | 11 | -4  |
| Islas Feroe | 1   | 8  | 0  | 1  | 7  | 7  | 18 | -11 |

| Fecha                    | Lugar     |             |                        | Resultado |                        |             |
| ------------------------ | --------- | ----------- | ---------------------- | --------- | ---------------------- | ----------- |
| 7 de septiembre de 2002  | Kaunas    | Lituania    | Bandera de Lituania    | 0:2 (0:1) | Bandera de Alemania    | Alemania    |
| 16 de octubre de 2002    | Hannover  | Alemania    | Bandera de Alemania    | 2:1 (1:1) | Bandera de Islas Feroe | Islas Feroe |
| 29 de marzo de 2003      | Núremberg | Alemania    | Bandera de Alemania    | 1:1 (1:0) | Bandera de Lituania    | Lituania    |
| 7 de junio de 2003       | Glasgow   | Escocia     | Bandera de Escocia     | 1:1 (0:1) | Bandera de Alemania    | Alemania    |
| 11 de junio de 2003      | Tórshavn  | Islas Feroe | Bandera de Islas Feroe | 0:2 (0:0) | Bandera de Alemania    | Alemania    |
| 6 de septiembre de 2003  | Reykjavik | Islandia    | Bandera de Islandia    | 0:0       | Bandera de Alemania    | Alemania    |
| 10 de septiembre de 2003 | Dortmund  | Alemania    | Bandera de Alemania    | 2:1 (1:0) | Bandera de Escocia     | Escocia     |
| 11 de octubre de 2003    | Hamburgo  | Alemania    | Bandera de Alemania    | 3:0 (1:0) | Bandera de Islandia    | Islandia    |

### Goleadores
| Jugador         | Goles | PJ | Minuto |
| --------------- | ----- | -- | ------ |
| Fredi Bobic     | 4     | 5  | 397    |
| Michael Ballack | 4     | 6  | 540    |
| Miroslav Klose  | 2     | 8  | 473    |
| Kevin Kurányi   | 1     | 4  | 238    |
| Altin Rraklli   | 1     | 5  | 310    |

## Jugadores
| #  | Nombre                 | Posición      | Club                |
| -- | ---------------------- | ------------- | ------------------- |
| 1  | Oliver Kahn            | Portero       | FC Bayern de Múnich |
| 2  | Andreas Hinkel         | Defensa       | VfB Stuttgart       |
| 3  | Arne Friedrich         | Defensa       | Hertha BSC          |
| 4  | Christian Wörns        | Defensa       | Borussia Dortmund   |
| 5  | Jens Nowotny           | Defensa       | Bayer Leverkusen    |
| 6  | Frank Baumann          | Mediocampista | Werder Bremen       |
| 7  | Bastian Schweinsteiger | Mediocampista | FC Bayern de Múnich |
| 8  | Dietmar Hamann         | Mediocampista | Liverpool FC        |
| 9  | Fredi Bobic            | Delantero     | Hertha BSC          |
| 10 | Kevin Kurányi          | Delantero     | VfB Stuttgart       |
| 11 | Miroslav Klose         | Delantero     | FC Kaiserslautern   |
| 12 | Jens Lehmann           | Portero       | Arsenal FC          |
| 13 | Michael Ballack        | Mediocampista | FC Bayern de Múnich |
| 14 | Thomas Brdarić         | Delantero     | Hannover 96         |
| 15 | Sebastian Kehl         | Mediocampista | Borussia Dortmund   |
| 16 | Jens Jeremies          | Mediocampista | FC Bayern de Múnich |
| 17 | Christian Ziege        | Mediocampista | Tottenham Hotspur   |
| 18 | Fabian Ernst           | Mediocampista | Werder Bremen       |
| 19 | Bernd Schneider        | Mediocampista | Bayer Leverkusen    |
| 20 | Lukas Podolski         | Delantero     | FC Colonia          |
| 21 | Philipp Lahm           | Defensa       | VfB Stuttgart       |
| 22 | Torsten Frings         | Mediocampista | Borussia Dortmund   |
| 23 | Timo Hildebrand        | Portero       | VfB Stuttgart       |
| DT | Rudi Völler            |               |                     |

## Participación

### Grupo D
| Equipo          | Pts | PJ | PG | PE | PP | GF | GC | Dif |
| --------------- | --- | -- | -- | -- | -- | -- | -- | --- |
| República Checa | 9   | 3  | 3  | 0  | 0  | 7  | 4  | +3  |
| Países Bajos    | 4   | 3  | 1  | 1  | 1  | 6  | 4  | +2  |
| Alemania        | 2   | 3  | 0  | 2  | 1  | 2  | 3  | -1  |
| Letonia         | 1   | 3  | 0  | 1  | 2  | 1  | 5  | -4  |

| 15 de junio de 2004, 19:45 | Alemania   | 1:1 (1:0) | Países Bajos       | Estádio do Dragão, Oporto                               |                                                         |
|                            | Frings 30' | Reporte   | van Nistelrooy 81' | Asistencia: 21 744 espectadores Árbitro(s): Ander Frisk | Asistencia: 21 744 espectadores Árbitro(s): Ander Frisk |

| 19 de junio de 2004, 17:00 | Letonia | 0:0     | Alemania | Estádio do Bessa XXI, Oporto                              |                                                           |
|                            |         | Reporte |          | Asistencia: 22 344 espectadores Árbitro(s): Michael Riley | Asistencia: 22 344 espectadores Árbitro(s): Michael Riley |

| 23 de junio de 2004, 19:45 | Alemania    | 1:2 (1:1) | República Checa       | Estádio José Alvalade, Lisboa                           |                                                         |
|                            | Ballack 21' | Reporte   | Heinz 30' · Baroš 77' | Asistencia: 46 849 espectadores Árbitro(s): Terje Hauge | Asistencia: 46 849 espectadores Árbitro(s): Terje Hauge |

## Estadísticas

### Posiciones

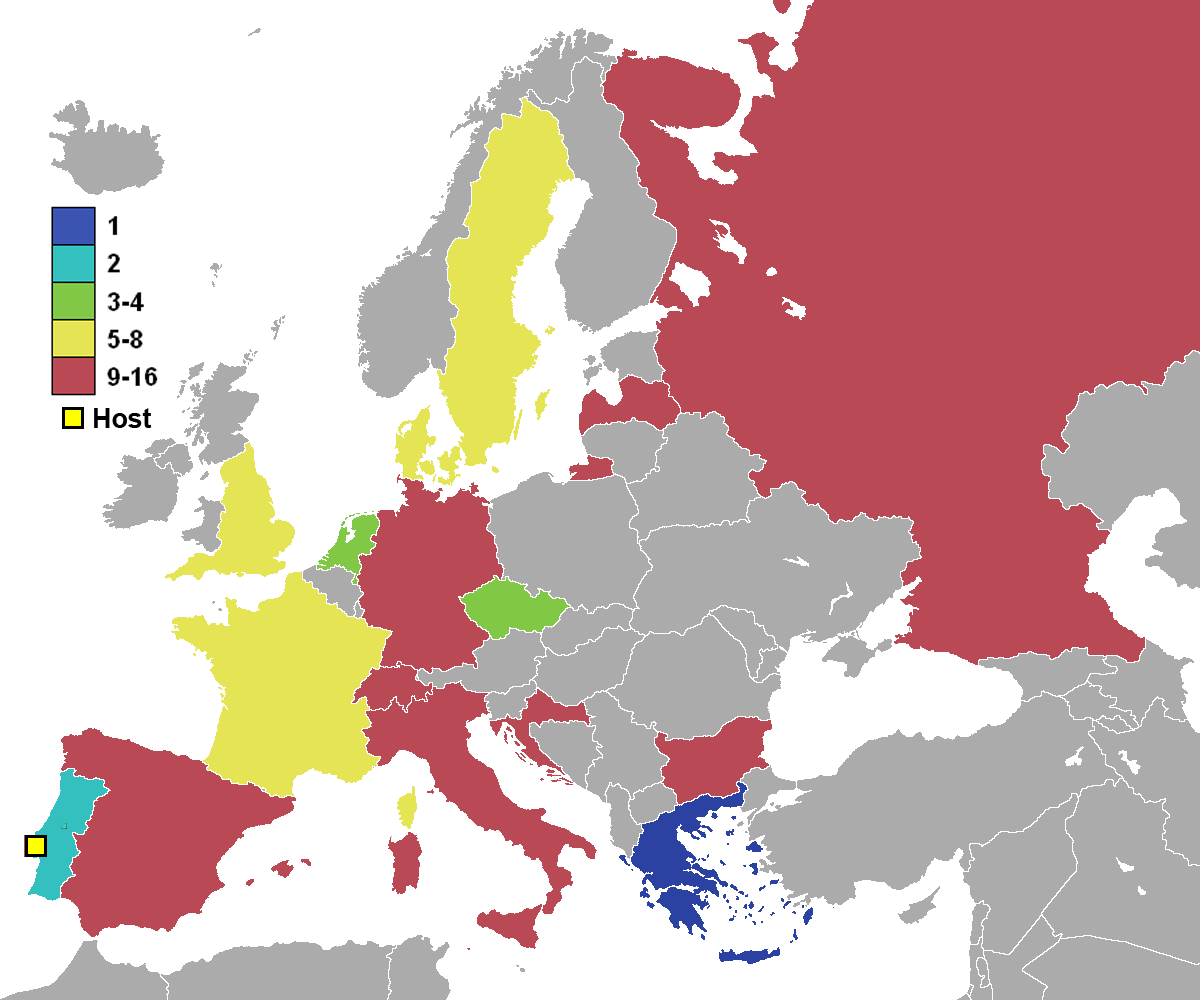
Mapa según los resultados del torneo.

| Equipo | Equipo          | Pts | PJ | PG | PE | PP | GF | GC | Dif | Rend  |
| ------ | --------------- | --- | -- | -- | -- | -- | -- | -- | --- | ----- |
| 1      | Grecia          | 13  | 6  | 4  | 1  | 1  | 7  | 4  | +3  | 72,2% |
| 2      | Portugal        | 10  | 6  | 3  | 1  | 2  | 8  | 6  | +2  | 55,6% |
| 3      | República Checa | 12  | 5  | 4  | 0  | 1  | 10 | 5  | +5  | 80%   |
| 4      | Países Bajos    | 5   | 5  | 1  | 2  | 2  | 7  | 6  | +1  | 33,3% |
| 5      | Inglaterra      | 7   | 4  | 2  | 1  | 1  | 10 | 6  | +4  | 58,3% |
| 6      | Francia         | 7   | 4  | 2  | 1  | 1  | 7  | 5  | +2  | 58,3% |
| 7      | Suecia          | 6   | 4  | 1  | 3  | 0  | 8  | 3  | +5  | 50%   |
| 8      | Dinamarca       | 5   | 4  | 1  | 2  | 1  | 4  | 5  | -1  | 41,7% |
| 9      | Italia          | 5   | 3  | 1  | 2  | 0  | 3  | 2  | +1  | 55,6% |
| 10     | España          | 4   | 3  | 1  | 1  | 1  | 2  | 2  | 0   | 44,4% |
| 11     | Rusia           | 3   | 3  | 1  | 0  | 2  | 2  | 4  | -2  | 33,3% |
| 12     | Alemania        | 2   | 3  | 0  | 2  | 1  | 2  | 3  | -1  | 22,2% |
| 13     | Croacia         | 2   | 3  | 0  | 2  | 1  | 4  | 6  | -2  | 22,2% |
| 14     | Letonia         | 1   | 3  | 0  | 1  | 2  | 1  | 5  | -4  | 11,1% |
| 15     | Suiza           | 1   | 3  | 0  | 1  | 2  | 1  | 6  | -5  | 11,1% |
| 16     | Bulgaria        | 0   | 3  | 0  | 0  | 3  | 1  | 9  | -8  | 0,0%  |

### Goleadores
| Jugador         | Goles | PJ | Minuto |
| --------------- | ----- | -- | ------ |
| Torsten Frings  | 1     | 3  | 215    |
| Michael Ballack | 1     | 3  | 270    |